# 告白への扉
| 専門評論家によるレビュー | 専門評論家によるレビュー |
| レビュー・スコア         | レビュー・スコア         |
| 出典                     | 評価                     |
| ------------------------ | ------------------------ |
| AllMusic                 | [ 1 ]                    |

『告白への扉』（こくはくへのとびら 原題:Tense Nervous Headache）は、イギリスの歌手ボーイ・ジョージが発表した2枚目のソロ・アルバムで、1988年10月にヴァージン・レコードより発売された。イギリスでのセールスの不調にかかわらず、アルバムはヨーロッパで発売されたが、全米では発売されなかった。アルバムのタイトルはイギリスで放映されたアナディンのTVコマーシャルに由来している。

## 背景
アルバムのレコーディングが始まった際、ボーイ・ジョージが語るところによれば、彼は果たしてプリンスやデヴィッド・ボウイ、ロイ・オービソンのいずれかのようになりたいのか分からなかったという。ジョージはプリンスの長年のコラボレーターでもあるボビーZと組んでアルバム制作を始めたが、同時期に急成長するアシッド・ハウスやガレージ・ミュージックからの影響を受けており、その影響はシングル「ノー・クラウス・28」に表れた（全英57位）。ピート・ウォーターマンをプロデューサーとして招く案もあったが実現には至らなかった。アメリカからはテディ・ライリーが参加し、4曲のニュー・ジャック・スウィングの楽曲をプロデュースしたがジョージはその出来に不満足であり、アルバムには採用されなかった。ヴラド・ナスラスはいくつかのダンスナンバーをアルバムのために書き上げたが、ジョージはそれらに歌詞を書くのに苦労した。結果的にヴラドとのセッションからは「僕の人生」のみがアルバムに採用された。マイク・ペラは3曲をアルバムに提供し、アルバムの完成に貢献した、その中にはジミー・ルフィンの「恋にしくじったら」のカバーも含まれる。

## シングル
「ドント・クライ」がアルバムからの唯一のシングルとして発売され、イギリスでは60位止まりだったものの、イタリアでは13位を記録するヒットになった。「ノー・クラウズ28」は1988年6月に発売され、日本盤にのみボーナス・トラックとして収録された。「ア・ボーイ・コールド・アリス」とキャロル・トンプソンとデュエットした「リーヴ・イン・ラヴ」は当時シングルのB面としてのみ発売された。

## 再発売
2022年には『告白への扉＋12』として次作『ボーイフレンド』収録曲をディスク2に収録、その他にシングルB面なども追加収録してハイレゾCD仕様で再発売された。

## トラックリスト
LPは全9曲、CDとMCには12曲が収録されている。「サムシング・ストレンジ・コールド・ラヴ」はLP盤では編集された状態で収録されている。
| #   | タイトル                                                                              | 作詞・作曲                                                     | 時間 |
| --- | ------------------------------------------------------------------------------------- | -------------------------------------------------------------- | ---- |
| 1.  | 「ドント・クライ」(Don't Cry)                                                         | George O'Dowd Bobby Z. Ian Maidman                             | 7:01 |
| 2.  | 「ユー・アー・マイ・ヘロイン」(You Are My Heroin)                                     | O'Dowd Glenn Nightingale Maidman Richie Stevens Steve Fletcher | 6:20 |
| 3.  | 「僕の人生」(I Go Where I Go)                                                         | O'Dowd Vlad Naslas                                             | 4:42 |
| 4.  | 「ガール・ウィズ・コンビネーション・スキン」(Girl with Combination Skin)              | O'Dowd Nightingale Maidman Fletcher                            | 6:02 |
| 5.  | 「ウィスパー」(Whisper)                                                               | O'Dowd Bobby Z. Maidman                                        | 5:41 |
| 6.  | 「サムシング・ストレンジ・コールド・ラヴ」(Something Strange Called LoveLP Edit 4:00) | O'Dowd Amanda Vincent Andy Dewar                               | 6:02 |
| 7.  | 「アイ・ラヴ・ユー」(I Love You)                                                      | O'Dowd Nightingale Maidman Fletcher                            | 4:47 |
| 8.  | 「キプシー」(Kipsy)                                                                   | O'Dowd Caron Geary Nightingale Dewar                           | 6:06 |
| 9.  | 「ママ・ネヴァー・ニュー」(Mama Never Knew)                                           | O'Dowd Vincent Maidman                                         | 4:57 |
| 10. | 「恋にしくじったら」(What Becomes of the Broken HeartedCDとMCのみ収録)                | William Weatherspoon James Dean Paul Riser                     | 3:42 |
| 11. | 「アメリカン・ボーイズ」(American BoyzCDとMCのみ収録)                                 | O'Dowd Vincent Maidman Nightingale                             | 6:20 |
| 12. | 「ハッピー・ファミリー」(Happy FamilyCDとMCのみ収録)                                  | O'Dowd Jeremy Healy                                            | 5:07 |

| #   | タイトル                         | 作詞 | 作曲・編曲 |
| --- | -------------------------------- | ---- | ---------- |
| 13. | 「リーヴ・イン・ラヴ」           |      |            |
| 14. | 「ア・ボーイ・コールド・アリス」 |      |            |

| #   | タイトル | 作詞 | 作曲・編曲 |
| --- | --- | ---- | ---------- |
| 1.  | 「ドント・テイク・マイ・マインド・オン・ア・トリップ（USクラブ・リミックス）」(Don't Take My Mind on a Trip (US Club Remix)) |      |            |
| 2.  | 「ユー・ファウンド・アナザー・ガイ」(You Found Another Guy)                                                                  |      |            |
| 3.  | 「ウェザー・ゼイ・ライク・イット・オア・ノット」(Whether They Like It or Not)                                                |      |            |
| 4.  | 「アイム・ノット・スリーピング・エニモア」(I'm Not Sleeping Anymore)                                                         |      |            |
| 5.  | 「ライズ」(Lies) |      |            |
| 6.  | 「ビッグ・ダーク・マン（ウェイティング）」(Big Dark Man (Waiting))                                                           |      |            |
| 7.  | 「ガールフレンド」(Girlfriend)                                                                                               |      |            |
| 8.  | 「ノー・クローズ28（ハイ・エナジー・ミックス）」(No Clause 28 (Hi-Energy Mix))                                               |      |            |
| 9.  | 「ドント・テイク・マイ・マインド・オン・ア・トリップ」(Don't Take My Mind on a Trip)                                         |      |            |
| 10. | 「ノー・クローズ28（フル・ヴァージョン）」(No Clause 28 (Full Version))                                                      |      |            |

## チャートと認定

### ウィークリー・チャート
| チャート (1987)       | 最高 順位 |
| --------------------- | --------- |
| オーストラリア (ARIA) | 145       |
| イタリア              | 38        |
| スウェーデン          | 46        |

## 発売履歴
| 地域       | 発売年 | レーベル             | 発売形態 | カタログ番号     |
| ヨーロッパ | 1988   | ヴァージン・レコード | CD       | 259 253, CDV2546 |
| ヨーロッパ | 1988   | ヴァージン・レコード | MC       | 409 253, TCV2546 |
| ヨーロッパ | 1988   | ヴァージン・レコード | LP       | 209 253, V2546   |